# Chico Serra
Francisco Adolpho Serra, mais conhecido como Chico Serra (São Paulo, 3 de fevereiro de 1957) é um automobilista brasileiro. É pai do também piloto Daniel Serra e primo de José Serra.

## Carreira
Em 1979 foi campeão da Fórmula 3 Inglesa.
Em 1981 ingressou na Fórmula 1, correndo pela equipe Fittipaldi Automotive, tendo como companheiro Keke Rosberg. Em 1983 disputou três corridas pela equipe Arrows, encerrando sua participação na categoria.
Em 1985 chegou a disputar uma corrida pela CART, extinta Fórmula Indy, no Portland International Raceway, onde terminou na vigésima sexta colocação.
De volta ao Brasil passou a disputar a Stock Car Brasil, onde foi tricampeão em 1999, 2000 e 2001. Depois de ausentar da categoria em 2008, retornou em 2009 após alguns anos parado.

## Todos os resultados de Chico Serra na Fórmula 1
| Ano  | Equipe               | Chassi         | Motor                | Pneus | 1      | 2       | 3       | 4      | 5       | 6       | 7      | 8       | 9       | 10      | 11     | 12     | 13     | 14     | 15     | 16     | Pontos | Posição  |
| ---- | -------------------- | -------------- | -------------------- | ----- | ------ | ------- | ------- | ------ | ------- | ------- | ------ | ------- | ------- | ------- | ------ | ------ | ------ | ------ | ------ | ------ | ------ | -------- |
| 1983 | Arrows Racing Team   | Arrows A6      | Ford Cosworth DFV V8 | G     | BRA 9  | EUA     | FRA Ret | SMR 8  | MON 7   |         |        |         |         |         |        |        |        |        |        |        | 0      | NC (23º) |
| 1982 | Escuderia Fittipaldi | Fittipaldi F8D | Ford Cosworth DFV V8 | P     | AFS 17 | BRA Ret | EUA NQ  | SMR    | BEL 6   | MON NPQ | USE 11 | CAN NQ  | HOL Ret | GBR Ret |        |        |        |        |        |        | 1      | 26º      |
| 1982 | Escuderia Fittipaldi | Fittipaldi F9  | Ford Cosworth DFV V8 | P     |        |         |         |        |         |         |        |         |         |         | FRA NQ | ALE 11 | AUT 7  | SUI NQ | ITA 11 | LVG NQ | 1      | 26º      |
| 1981 | Escuderia Fittipaldi | Fittipaldi F8C | Ford Cosworth DFV V8 | M     | EUA 7  | BRA Ret | ARG Ret |        |         |         | ESP 11 | FRA DNS | GBR NQ  | ALE NQ  | AUT    |        |        |        |        |        | 0      | NC (25º) |
| 1981 | Escuderia Fittipaldi | Fittipaldi F8C | Ford Cosworth DFV V8 | A     |        |         |         | SMR NQ | BEL Ret | MON NQ  |        |         |         |         |        |        |        |        |        |        | 0      | NC (25º) |
| 1981 | Escuderia Fittipaldi | Fittipaldi F8C | Ford Cosworth DFV V8 | P     |        |         |         |        |         |         |        |         |         |         |        | HOL NQ | ITA NQ | CAN NQ | LVG NQ |        | 0      | NC (25º) |